# Ruta Estatal de Alabama 51
La Ruta Estatal de Alabama 51, y abreviada SR 51 (en inglés: Alabama State Route 51) es una carretera estatal estadounidense ubicada en el estado de Alabama, cruza los condados de Coffee, Dale, Barbour, Bullock, Macon, Russell y Lee. La carretera inicia en el Sur desde la US 84     en New Brockton sigue en sentido Norte hasta finalizar en la I-85/US 29 en Opelika. La carretera tiene una longitud de 183,76 km (114.18 mi).

## Mantenimiento
Al igual que las autopistas interestatales, y las rutas federales y el resto de carreteras estatales, la Ruta Estatal de Alabama 51 es administrada y mantenida por el Departamento de Transporte de Alabama por sus siglas en inglés ALDOT.

## Cruces
La Ruta Estatal de Alabama 51 es atravesada principalmente por los siguientes cruces:
- US 231  noroeste del condado de Dale
- US 82     en Midway
- US 80 en Marvyn